# Сиббетт, Джейн
Джейн Мур Си́ббетт (англ. Jane Moore Sibbett; род. 28 ноября 1962, Беркли, Калифорния) — американская актриса

 и кинопродюсер. В период своей актёрской карьеры, в 1985—2008 годы, Джейн сыграла и озвучила 48 героинь в фильмах и телесериалах. После окончания карьеры как актрисы в 2008 году, Сиббетт активно занялась своей карьерой как продюсер.

## Личная жизнь
В 1992—2016 годы Джейн была замужем за сценаристом и продюсером Карлом Финком. У бывших супругов есть трое детей: две дочери, Руби Люсиль Финк (род.09.06.1992) и Вайолет Финк (род. 2000), и сын Кай Финк (род. 1994).

## Избранная фильмография
| Год       |   | Русское название                   | Оригинальное название          | Роль                |
| --------- | - | ---------------------------------- | ------------------------------ | ------------------- |
| 1991—1993 | с | Голова Германа                     | Herman's Head                  | Хэдди Ньюмэн        |
| 1986—1987 | с | Санта-Барбара                      | Santa Barbara                  | Джейн Уилсон        |
| 1988      | с | Весёлая компания                   | Cheers                         | Ким Куперман        |
| 1989      | с | Джамп стрит, 21                    | 21 Jump Street                 | Луиз                |
| 1991      | ф | Воскресший                         | The Resurrected                | Клэр Вард           |
| 1991      | с | Звёздный путь: Следующее поколение | Star Trek: The Next Generation | партнёрша по танцам |
| 1994—2004 | с | Друзья                             | Friends                        | Кэрол               |
| 1995      | ф | Двое: Я и моя тень                 | It Takes Two                   | Кларисса            |
| 1999      | ф | Няня                               | Au Pair                        | Вивиан Бергер       |
| 2002      | с | Элли Макбил                        | Ally McBeal                    | Бет Херман          |